# Större flamingo
Större flamingo (Phoenicopterus roseus) är en fågel som tillhör fågelfamiljen flamingor.

## Utseende och levnadssätt
Större flamingo är den största arten inom familjen och mäter 120–150 centimeter (varav benen är mellan 40 och 50 centimeter). Fullt utvecklad har flamingon en ljusrosa fjäderdräkt, röda vingtäckare och svarta vingpennor. Den har rosa näbb med en skarpt avgränsad svart näbbspets, rosa orbitalring och dess ben är rosa. Den har ett ljudligt kacklande läte och ett trumpetande som båda påminner om grågås eller skogsgås.
Den rosa färgen kommer av karotenoider, en grupp ämnen som fåglarna får i sig via små kräftdjur som utgör flamingornas huvudföda. Om de inte äter dessa räkor blir deras fjäderdräkt, näbb och mjukdelar inte rosa utan fortsätter att vara grå som hos ungfåglarna.

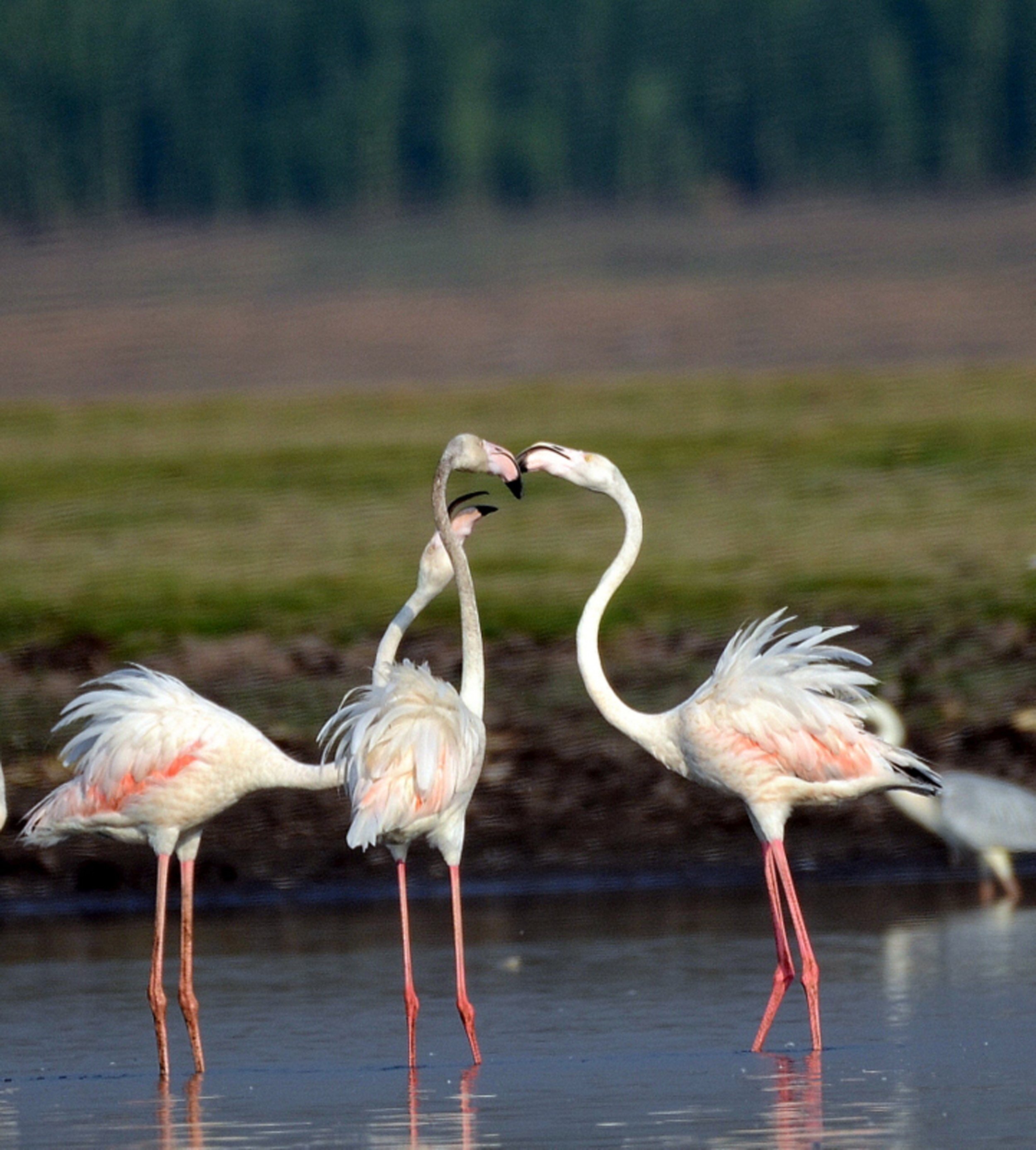
Uppvaktning nära Baramati, Indien.
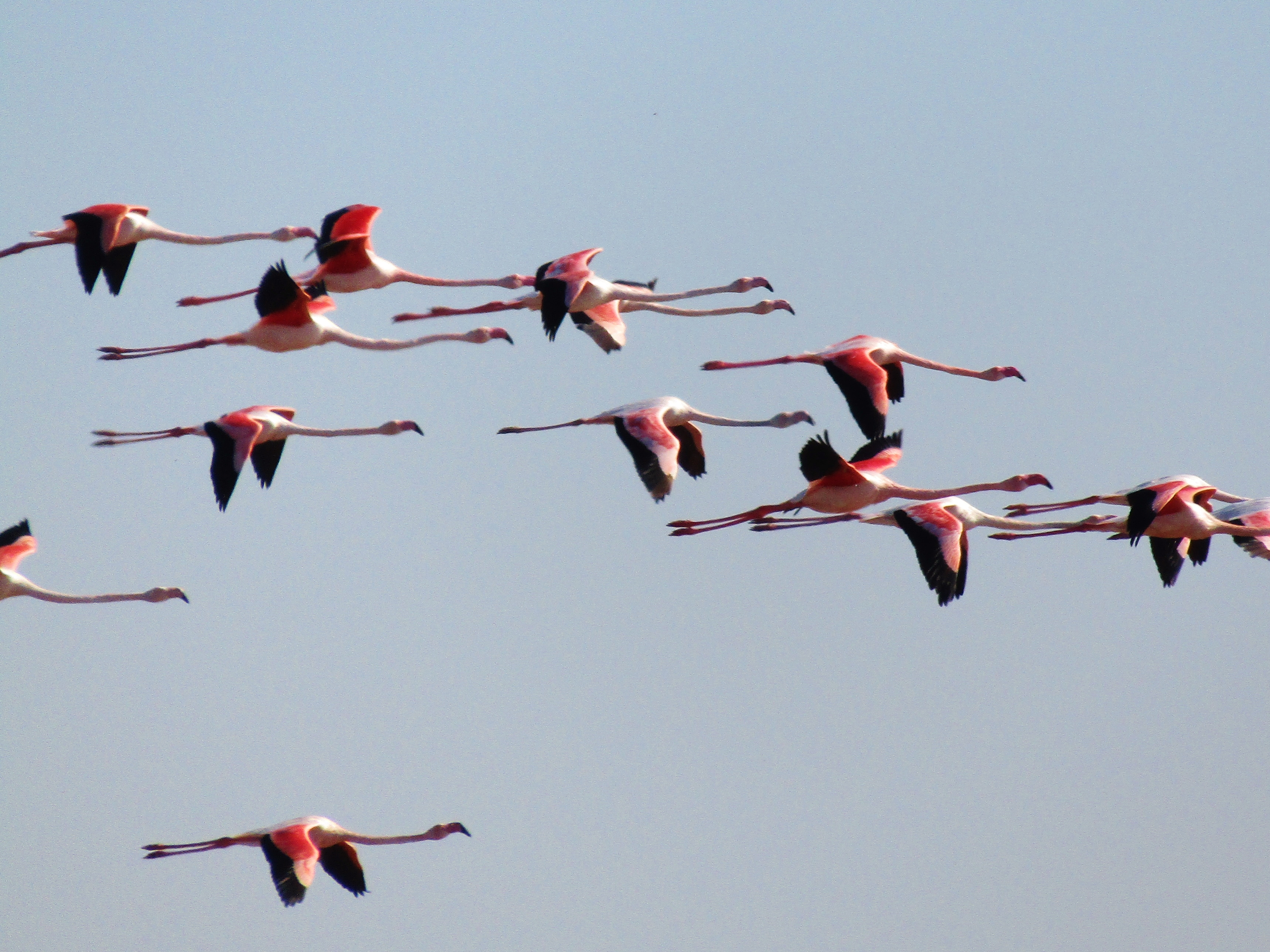
I flykten på Lesbos, Grekland.
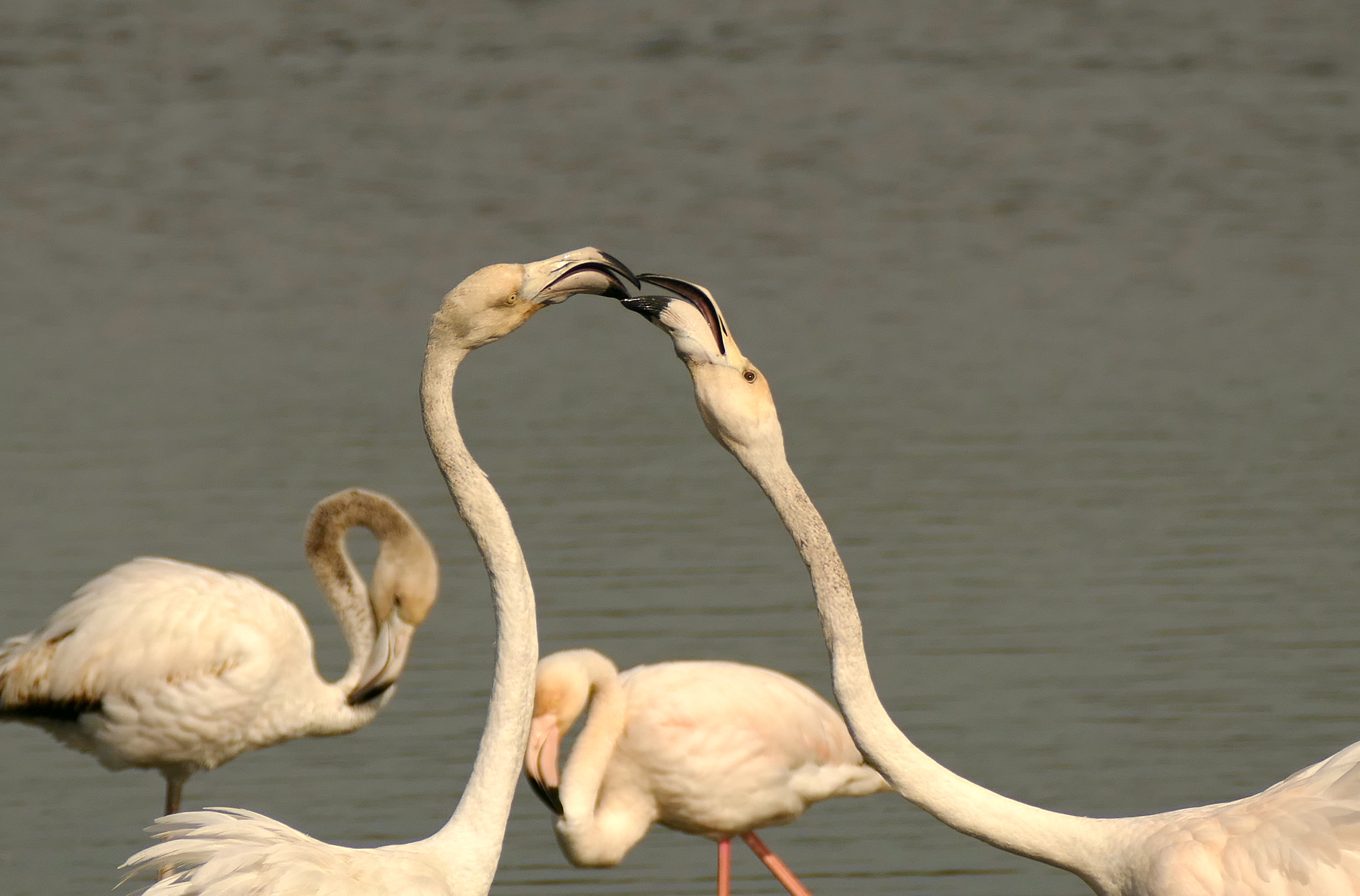
Ungfåglar i Spanien.

### Häckning
Större flamingo häckar i individrika kolonier på låga öar vid vidsträckta, långgrunda, leriga stränder vid saltsjöar eller havsvikar. Som alla andra arter inom familjen lägger den ett enda kalkvitt ägg direkt i leran. Den häckar dock inte varje år. 
Arten bildar under parningstiden monogama par som bygger ett näste av alger, växter och lera. Olik bon ligger ungefär 50 cm från varandra. Ägget kläcks efter cirka 30 dagar. Ungen kan flyga efter ungefär 90 dagar och blir efter tre år könsmogen. Den första parningen kan ske några år senare. De stora grupperna är ett skydd mot rovlevande fåglar, maraboustork, hyenor och hunddjur.

### Föda
Den lever av små vattendjur som räkor och plankton.

## Utbredning och systematik
Större flamingo är den mest spridda arten i fågelfamiljen flamingor. Den finns i delar av Afrika, sydvästra Asien (inklusive Turkiet), södra Asien (Indiens kustland) och södra Europa (inklusive Grekland, Spanien, Portugal och Camargue i Frankrike). Vissa populationer är flyttfåglar och flyttar kortare sträckor mellan sommar- och vinterkvarteren. 
Större flamingo har påträffats i Sverige vid ett 20-tal tillfällen. Ingen av dessa fynd bedöms med säkerhet härröra från vilda fåglar.
Tidigare har större flamingo behandlats som samma art som karibflamingon (Phoenicopterus ruber) och ibland även tillsammans med chileflamingon (Phoenicopterus chilensis). Dessa tre taxon är alla närbesläktade.

### Flamingornas släktskap
Länge trodde man att flamingor var nära släkt med övriga vadande stora fåglar som storkar, hägrar och ibisar. DNA-studier har dock visat att de mycket förvånande nog är allra närmast släkt med doppingar. Läs mer i familjeartikeln om flamingor.

## Status och hot
Arten har ett stort utbredningsområde och en stor population, och tros öka i antal. Utifrån dessa kriterier kategoriserar IUCN arten som livskraftig (LC). Världspopulationen uppskattas till mellan 550 000 och 680 000 individer, varav 45 000–62 400 par tros häcka i Europa.

## Namn
Fågeln kallades tidigare på svenska enbart flamingo.
Artepitetet i det vetenskapliga namnet är det latinska ordet roseus (rosa).